# Judicaël de Nantes
Judicaël de Nantes (vers 979-1004) est évêque de Nantes de 988 à 990, puis comte de Nantes de 992 à 1004.

## Origine
Fils illégitime de Hoël Ier de Bretagne, il est élevé par sa grand-mère Judith et le « vicomte » Haimon ou Aymon, un frère utérin de son père.

## Évêque
Judicaël est élu de manière non canonique à l'évêché de Nantes après la mort de son oncle le « comte évêque » Guérech de Bretagne. Hugues ou Hugo, « personnage de vie sage et austère » selon Albert le Grand et qui administrait de facto sur le plan spirituel l'église de Nantes depuis 981 reçoit en 990 le titre d'évêque dont il assurait les fonctions.

## Comte
Soutenu par Foulque III d'Anjou, Judicaël reprend possession du comté de Nantes après la mort de Conan Ier de Bretagne à la seconde Bataille de Conquereuil. Compte tenu de son jeune âge le comte d'Anjou le place sous la tutelle de son vassal le vicomte Aimery III de Thouars qui portera le titre de comte de Nantes de 992 à 994.
Judicaël est vaincu par le nouveau comte de Rennes Geoffroi Ier Béranger en 994 et il doit lui rendre l'hommage féodal. Il meurt prématurément en 1004 assassiné par trahison selon la chronique de Nantes, pendant qu'il se rendait de Nantes à la cour de son suzerain à Rennes.

## Union et postérité
Il laisse deux enfants de son épouse nommée Mélisende :
- Budic de Nantes qui lui succède à la tête du comté de Nantes ;
- Judith de Nantes qui épouse vers 1026 Alain Canhiart comte de Cornouaille.

## Sources
- Chronique de Nantes Présentée et annotée par René Merlet: Lire ce livre avec Gallica:.
- André Chédeville & Noël-Yves Tonnerre La Bretagne féodale XIe – XIIIe siècle. Ouest-France Université Rennes (1987)  (ISBN 2737300142).
- Joëlle Quaghebeur, La Cornouaille du IXe au XIIe siècle Mémoire , pouvoirs, noblesse, Rennes, Presses Universitaires de Rennes, 2002, 517 p. (ISBN 2-86847-743-7), }67 (n.271),105,109,125.